# Marqueterie

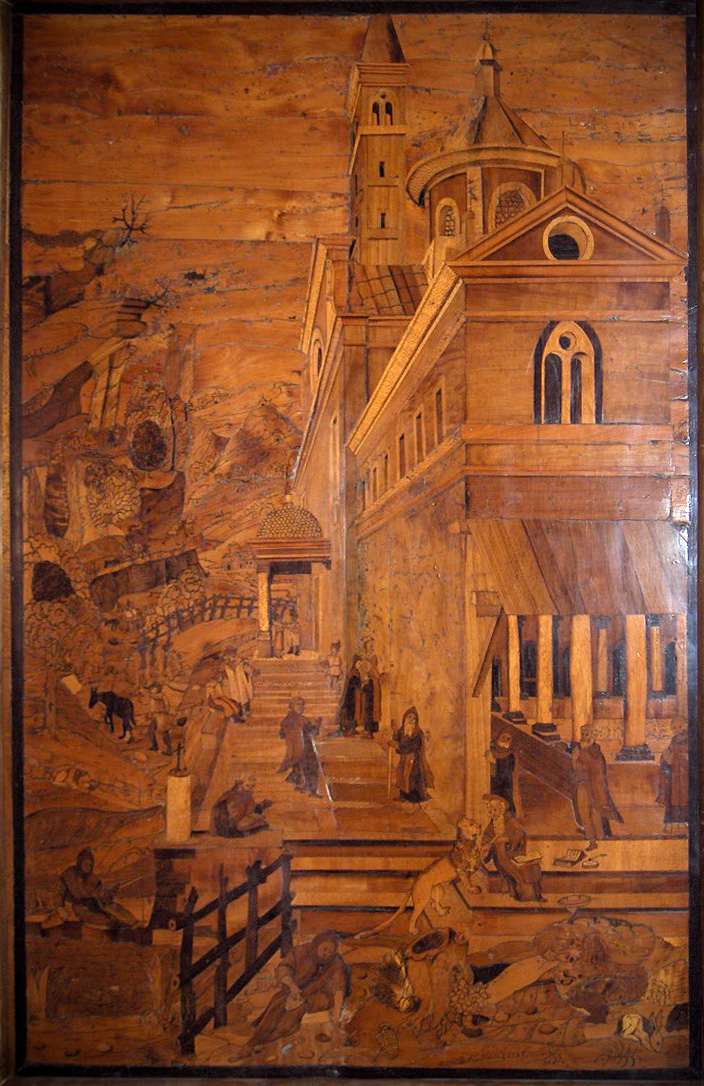
Œuvre de Damiano Zambelli à la basilique Saint-Dominique (Bologne)

La marqueterie ou marquèterie est un décor réalisé avec des placages de bois et de diverses autres matières (la nacre, l'ivoire, la pierre, le galuchat, les métaux non ferreux, la paille, l'écaille de tortue et l'os), découpés suivant un dessin et collés sur un support (meuble, boiserie, ou tableau), notamment en ébénisterie. Les images ainsi obtenues peuvent être géométriques (on parle alors de frisage), figuratives ou abstraites. Par extension, ce terme désigne la technique et le métier qui réalisent ce décor spécifique.
Elle désigne également les « opus sectile » en marbre et autre pierres (mosaïque dite « florentine »), qui se différencient de la mosaïque et ses tesselles par la dimension de ses aplats et la découpe précise et dessinée des pièces qui sont bien jointives, souvent utilisés pour les pavements et les décors d'autels en Italie. Elle peut également être en pierre dure ou semi-précieuse (par exemple l'Opificio delle pietre dure).
Le marqueteur est l'artisan qui réalise la marqueterie.

## Historique
À l'origine de la marqueterie, il y a l'incrustation. Pratiquée dans la décoration d'objets en bois depuis le début de l'antiquité égyptienne, cette technique consiste à creuser le bois pour y placer des morceaux d'une autre matière (os, corne, ivoire, pâte de verre, pierre, galuchat…) ou d'une essence différente. Cette technique décorative fut très utilisée (parfois sur le mobilier de personnes moins aisées, les incrustations sont peintes en trompe-l'œil) et s'est vite diffusée dans tout le monde antique. Quoique utilisée ponctuellement, l'incrustation ne survit pas à l'empire romain.
C'est au XIVe siècle que les Italiens réutilisent cette technique pour orner le mobilier. La marqueterie atteint son apogée aux XVIIe et XVIIIe siècles sous les styles Louis XIV et Louis XV notamment. Ensuite la marqueterie est délaissée au XIXe siècle, utilisée principalement en frisage (style Louis-Philippe). Certains artisans explorent le répertoire du XVIIIe siècle, c'est le cas de Louis Vuitton qui reprend la marqueterie dite "à la reine" pour la réalisation de pochoirs. La fin du XIXe siècle voit renaître cet art pour magnifier formes naturelles et torturées de l'Art nouveau.

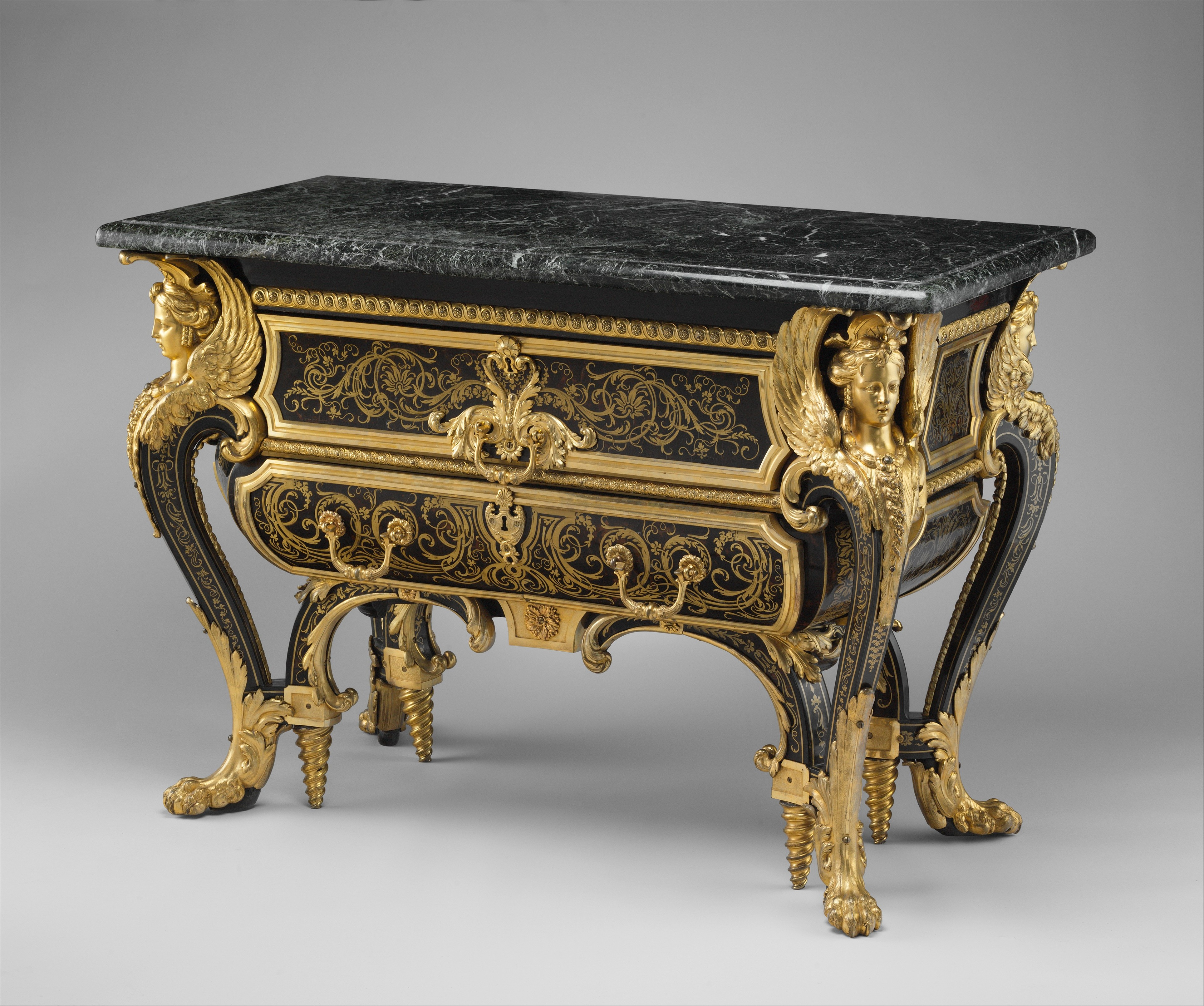
Commode d'André-Charles Boulle
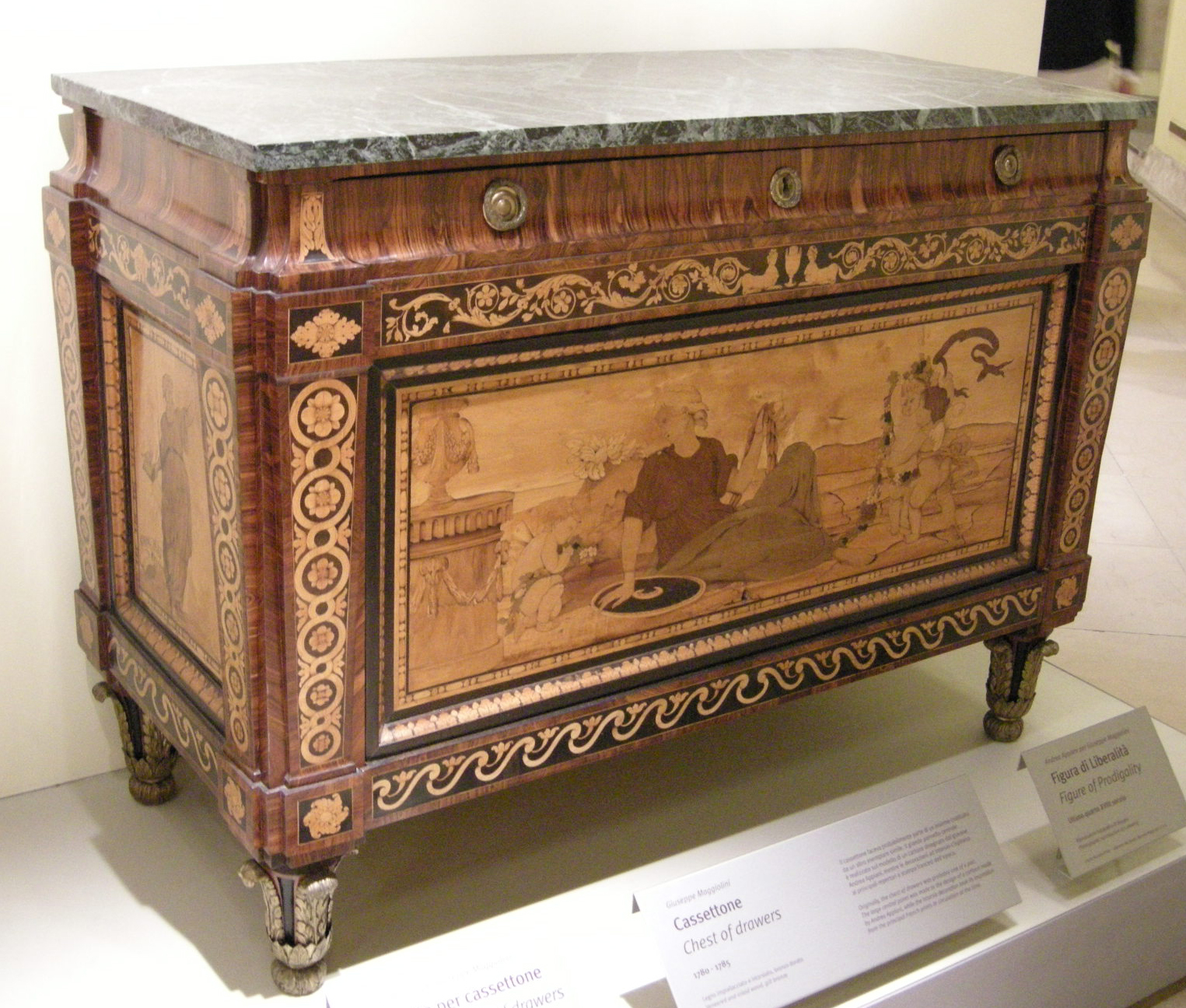
Commode de Giuseppe Maggiolini
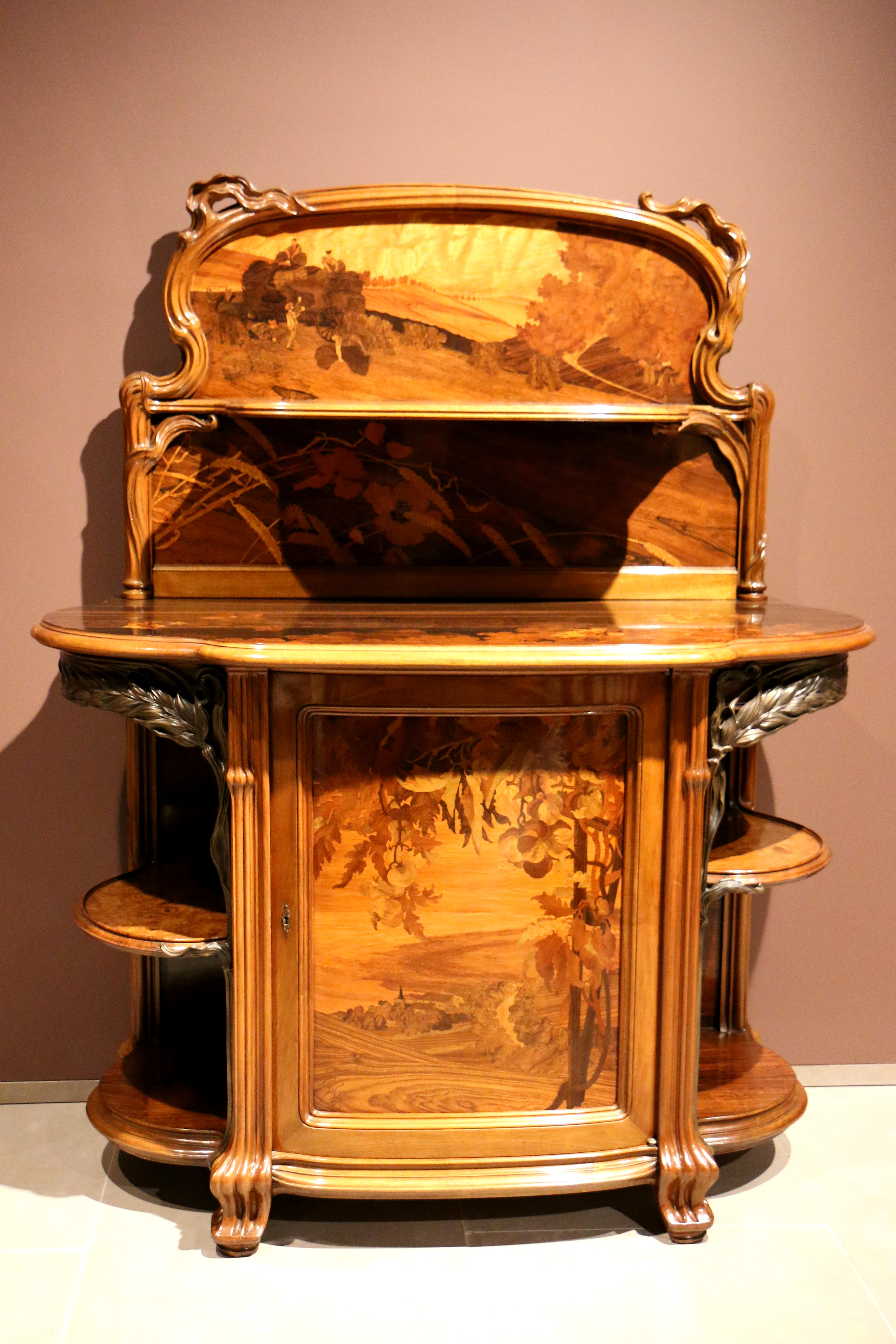
Buffet épis de blé d'Émile Gallé
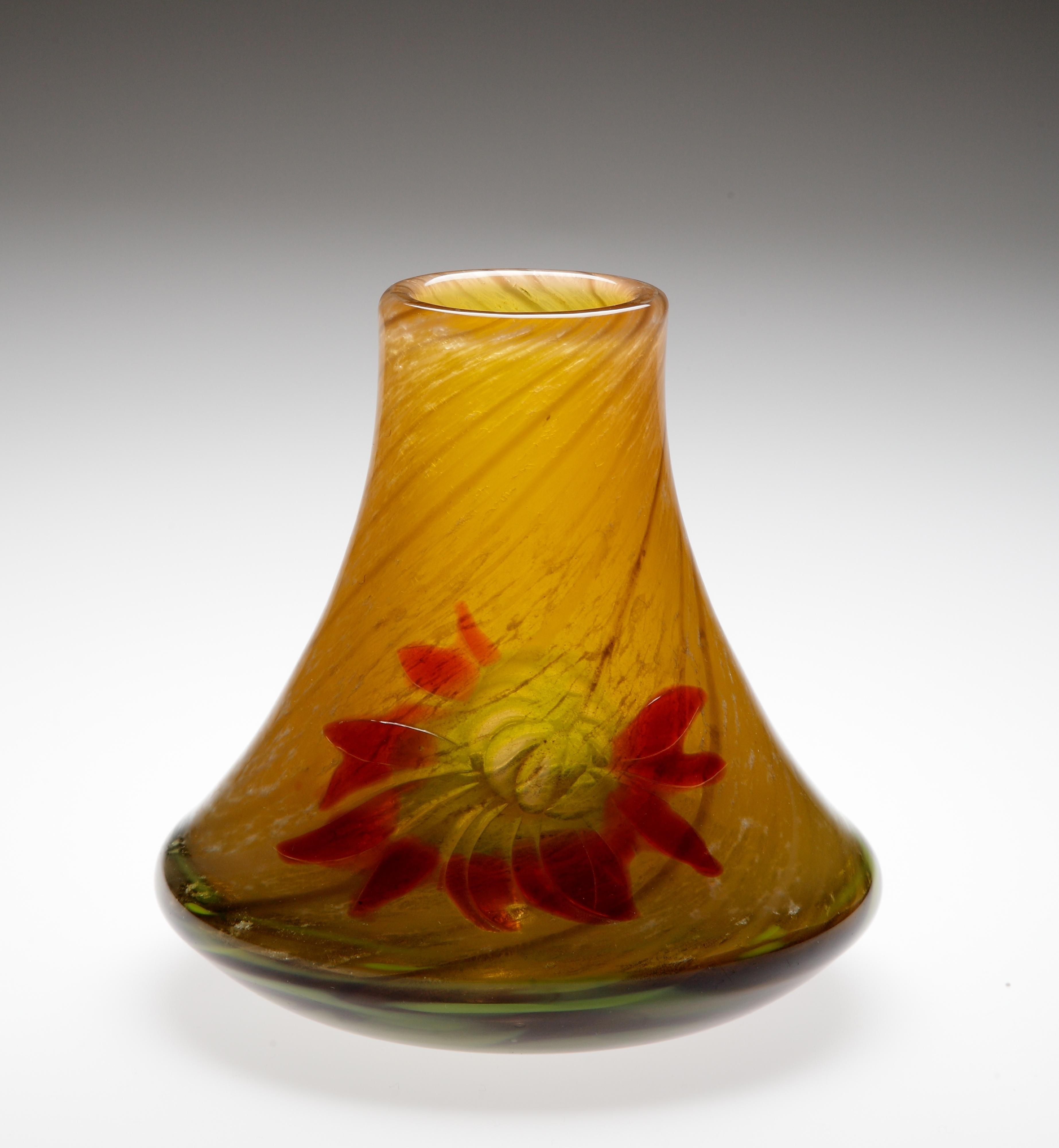
Vase en marqueterie de verre

## Différentes techniques

### Intarse

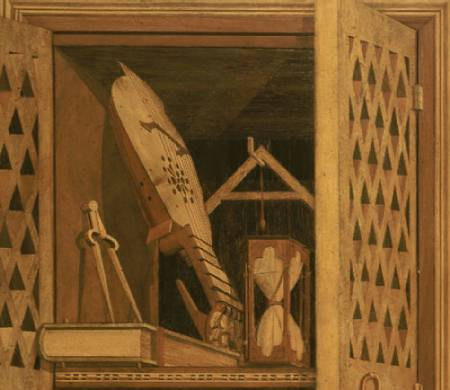
Panneau marqueté illusionniste du studiolo de Gubbio (transféré au Metropolitan Museum de New York en 1939).

Ancêtre de la marqueterie, cette technique apparut pendant l'antiquité, elle consiste à incruster divers matériaux tels que la nacre ou la pierre. À cette époque, la marqueterie se trouve principalement sur des édifices.
L'Italie révolutionna cette technique en l'appliquant au mobilier au XIVe siècle avec des meubles plaqués de bois de nacre ou encore d'os. Ces combinaisons d'essences de bois et de matériaux forment des frises ou des tableaux (comme ce trompe-l'œil  réalisé par Giuliano da Maiano sur des dessins de Francesco di Giorgio Martini). Ainsi on retrouve l'appellation de « peinture en bois » pour désigner ces marqueteries.

### Marqueterie Boulle
La marqueterie par découpe superposée ou marqueterie Boulle est une technique de marqueterie utilisant des matériaux (bois d'essences variées, écaille de tortue, laiton, étain) découpés simultanément pour former un motif décoratif. L'ébéniste André-Charles Boulle, qui la popularisa au XVIIIe siècle, lui donna son nom.

### Marqueterie élément par élément
La marqueterie élément par élément vise, tout comme la marqueterie par découpe superposée, à créer un motif décoratif par la juxtaposition de différents matériaux (bois d'essences variées, écaille de tortue, métal…). L'ébéniste réalise en premier lieu un dessin détaillant chaque élément à réaliser. Puis il découpe chaque pièce dans une plaque du matériau désiré. Il assemble ensuite les pièces afin de créer le motif. La technique diverge ainsi de la marqueterie par découpe superposée par le fait que les motifs sont créés un à un et non de manière conjointe. L'avantage de la technique est qu'elle permet d'obtenir des éléments qui composent le motif extrêmement précis, se juxtaposant parfaitement.
L’œuvre d'ébénisterie la plus fameuse utilisant cette technique est sans doute le bureau du Roi (Louis XV), réalisé par les ébénistes Jean-François Oeben et Jean-Henri Riesener entre 1760 et 1769.

### Marqueterie Vriz
En 1984, Georges Vriz présente une nouvelle technique de marqueterie. Contrairement aux autres méthodes qui fonctionnent par juxtaposition des éléments de placage (sur une seule épaisseur de bois), la technique Vriz est basée sur le principe de la superposition, le marqueteur superposant plusieurs compositions. Il réalise tout d’abord une composition de fond, sur laquelle il en dispose une seconde, qui en reçoit une troisième (et jusqu’à 5 ou 6 couches), chaque couche étant poncée, éventuellement jusqu’à « la perce » (dans le langage de la marqueterie classique) à différents endroits définis par le marqueteur. Cette technique permet d’obtenir des effets de transparence, des fondus, de la profondeur, et de la lumière. Cette modification profonde de la technique de marqueterie affranchit complètement le marqueteur des contraintes liées aux aplats de la marqueterie classique. Elle rend également chaque ouvrage unique. Cette technique est aujourd'hui enseignée dans différentes écoles aussi bien en France qu’à l’étranger et utilisée par de nombreux artistes, sous le nom de « technique Vriz »,.

### Marqueterie iranienne ou Khatam kari
Le Khatam kari, cet artisanat très présent en Iran fait penser aux mosaïques de faïence d'une façon miniaturisée.
Cet artisanat utilise des matières premières naturelles comme des fils de laiton fins profilés en étoile ou en triangle, de couleur jaune brillant; des bois naturellement colorés de couleur noir, rouge et orange ou teints avec des colorants végétaux; de l'os de chameau coupé en lamelle pour les blancs. Toutes ces matières premières sont découpées en baguettes fines.
Ces baguettes sont ensuite assemblées en faisceaux. Chaque baguette est placée précisément en fonction du dessin que l'on souhaite obtenir en coupe perpendiculaire. Ces faisceaux sont agglomérés par pression  à la colle d'os et on les enserre entre deux plaquettes de contreplaqué. Puis, l'ensemble de ces éléments qui forment un pain est placé dans une presse où il reste pendant douze à vingt quatre heures. Après décoffrage, on obtient un bloc en forme de parallélépipède. De fines lamelles d'environ un demi millimètre d'épaisseur sont découpées à la scie à ruban. Ces fines lamelles sont ensuite appliquées sur le support à décorer et fixées à la colle d'os chaude.

## Marqueteurs renommés
- André-Charles Boulle (1642-1732) : français, ébéniste du roi Louis XIV
- Pierre Gole (1620-1684) : hollandais, ébéniste du roi Louis XIV
- Jean-François Oeben (1721-1763) : français, ébéniste du roi Louis XVI
- Jean-Henri Riesener (1734-1806) : français d'origine allemande, ébéniste du roi Louis XVI
- Giuseppe Maggiolini (1738-1814) : ébéniste italien
- Émile Gallé (1846-1904) : ébéniste français de l'École de Nancy
- Charles Spindler (1865-1938) : marqueteur alsacien
- Georges Vriz (1940-2017) : marqueteur français, inventeur de la technique qui porte son nom